# Douyu (sockenhuvudort i Kina, Tibet Autonomous Region, lat 28,41, long 92,99)
Douyu (kinesiska: 斗玉, 斗玉乡) är en sockenhuvudort i Kina. Den ligger i den autonoma regionen Tibet, i den sydvästra delen av landet, omkring 230 kilometer sydost om regionhuvudstaden Lhasa. Antalet invånare är 592. Befolkningen består av 315 kvinnor och 277 män. Barn under 15 år utgör 26,0 %, vuxna 15-64 år 67 %, och äldre över 65 år 6,0 %.
Runt Douyu är det mycket glesbefolkat, med 4 invånare per kvadratkilometer. Det finns inga andra samhällen i närheten. I omgivningarna runt Douyu växer i huvudsak barrskog.
Genomsnittlig årsnederbörd är 1 789 millimeter. Den regnigaste månaden är juli, med i genomsnitt 393 mm nederbörd, och den torraste är januari, med 5 mm nederbörd.